# Afraegle paniculata
Afraegle paniculata là một loài thực vật có hoa trong họ Cửu lý hương. Loài này được (Schumach. & Thonn.) Engl. mô tả khoa học đầu tiên năm 1915.